# 蒂夫特縣 (喬治亞州)
蒂夫特縣（英語：Tift County）是美國喬治亞州南部的一個縣。面積696平方公里。根據美國2000年人口普查，共有人口38,407人。縣治蒂夫頓（Tifton）。
成立於1905年8月17日。縣名紀念奧爾巴尼創建人、聯邦眾議員納爾遜·蒂夫特（Nelson Tift）。